# Pésaj (general)
Pésaj (en hebreo: פסח‎, lit. 'PSḤ') fue un general jázaro judío que es mencionado en la Carta de Schechter.
Pésaj fue el comandante militar de la región alrededor del estrecho de Kerch que derrotó a los ejércitos del príncipe rus HLGW  (en hebreo: הלגו‎), probablemente Oleg de Nóvgorod, alrededor del año 941 en la zona de Tamán.

## Biografía
Según la Carta de Schechter, Pésaj repelió una invasión bizantina de las posesiones jázaras en Crimea por un tal «Helgu» (probablemente Oleg de Chernígov) apoyado por Bizancio alrededor de 939. En su ausencia, los rus capturaron la ciudad de Samkash (actual Tmutarakan). A su vuelta, Pésaj no encontró allí al ejército rus y atacó las posesiones del principado de Gotia (posesiones bizantinas en Crimea). Capturó tres ciudades y muchas aldeas, y luego sitió Quersoneso, la ciudad que había tomado Petronas Kamateros el siglo anterior. Los sitiados recurrieron a la construcción de un túnel a través del cual intentaron atacar a los jázaros; pero fracasaron, perdiendo 90 hombres. Los jázaros no pudieron tomar la ciudad, pero recibieron a sus prisioneros y a los rus que los acompañaban. Estos últimos fueron ejecutados. Después de eso, Pésaj continuó persiguiendo a Helgu y luchó contra él durante cuatro meses. Lo derrotó por completo, se apoderó de todo el botín saqueado en Samkash y obligó al príncipe a una alianza militar contra Bizancio.

## Discusión lingüista
Dunlop sostienen que el término PSḤ debería leerse como «el Beg» o «Ebe-shad».

### Valoración crítica de la carta
La carta asocia a Pésaj con el término BWLŠṢY (en hebreo: בולשצי‎) con la frase בולשצי הוא פסח המיקר, o «BWLŠṢY que es Pésaj haMYQR». Esto da lugar a dos interpretaciones:
1. Que BWLŠṢY representa el título militar jázaro baliqchi, que sólo está atestiguado por los relatos griegos de Teófanes el Confesor, lo que permite la lectura «Pésaj, él (que es) baliqchi».
2. Que BWLŠṢY representa un nombre personal, tal vez el turco Boluščï, lo que indica que «Pésaj» era simplemente el apodo del general, o al menos no era su nombre al nacer, lo que permite leer «Boluščï, él (que es llamado) Pésaj».

Suponiendo que BWLŠṢY representa el título de baliqchi, podría indicar que Pésaj comandaba barcos o un puerto, en lugar de soldados en tierra, ya que se cree que baliqchi se traduce aproximadamente como «Pescador» (o, alternativamente, «Señor de los peces») en el idioma jázaro; lo que llevó a los estudiosos a plantear la hipótesis de que el cargo era en realidad un rango naval dentro del ejército jázaro.
El término haMYQR es igualmente oscuro. Schechter propuso leer «el Reverente» o modificar a המיחד haMYḤD «el Unificador». David Kahane propuso la lectura alternativa השומר haŠMR «el guardián». Dunlop están de acuerdo con המיקר pero leen המיוקר haMeyuqqar «el Honorable».